# Dardagny

Dardagny  é uma comuna suíça do Cantão de Genebra que fica entre Satigny e Russin a Este, Avully a Sul e a Norte assim como a Este  pelo País de Gex, da França. O Ródano faz de fronteira com Avully.
Segundo o Departamento Federal de Estatísticas Dardagny tem 8.6 km2 onde somente 9,4% é habitado já que  61,5% é terreno agrícola e quase exclusivamente a vinha a partir de 1950, aproveitando um declive exposto a nascente antes de chagar à zona plana junto ao rio.
Mesmo assim a população tem aumentado, mesmo que calmamente, passando de 1065 em 1990, a 1512 em 2010. Actualmente começa a ver-se um interesse por uma pequena zona industrial que não é mais do que a continuação do moinho que já aí existia na Idade Média, na parte da planície que fica junto ao rio .

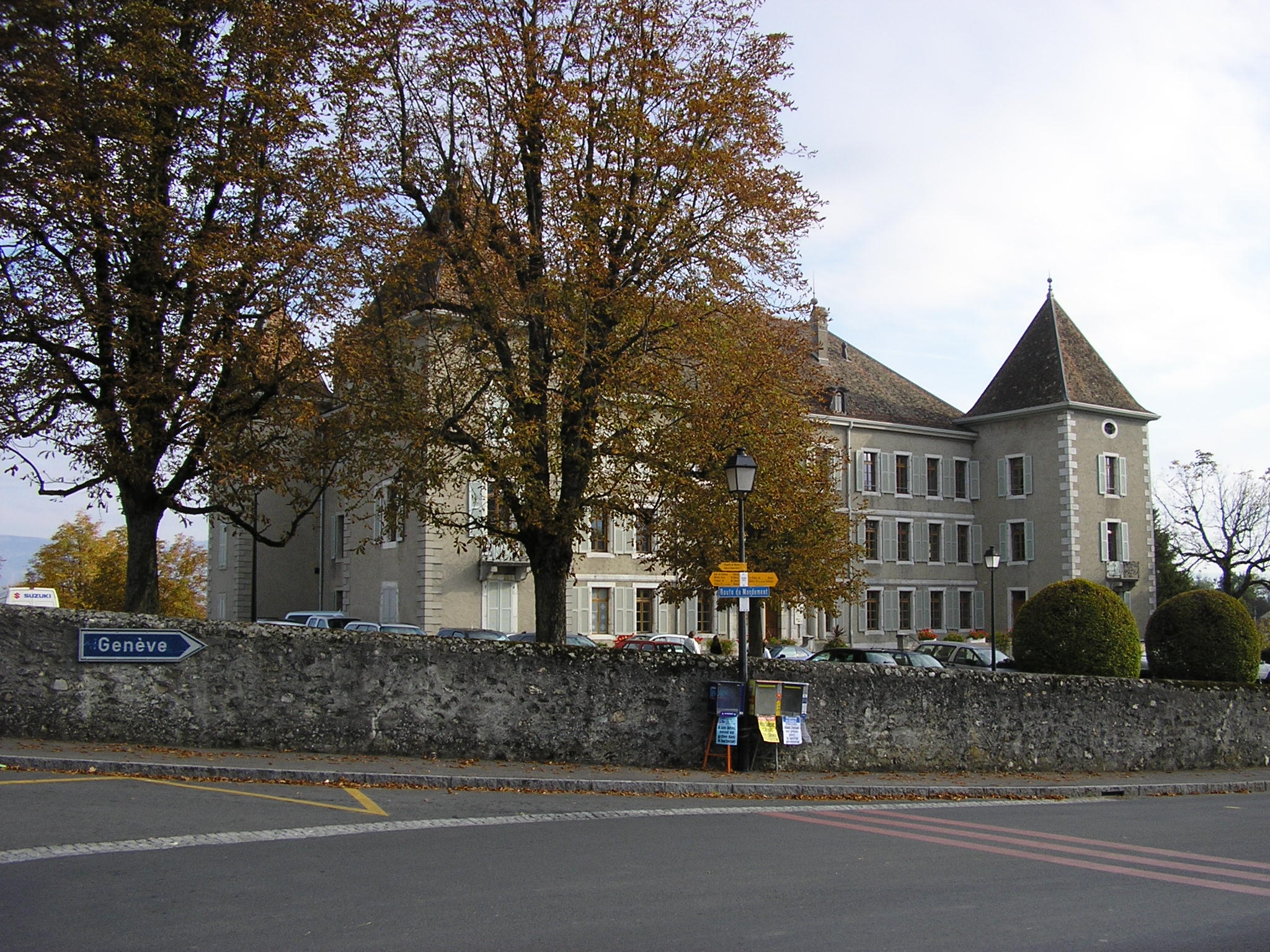
Castelo de Dardagny

Na comuna o Castelo de Dardagny é considerado o mais bonito do cantão de Genebra